# Friedenskirche (Jena)

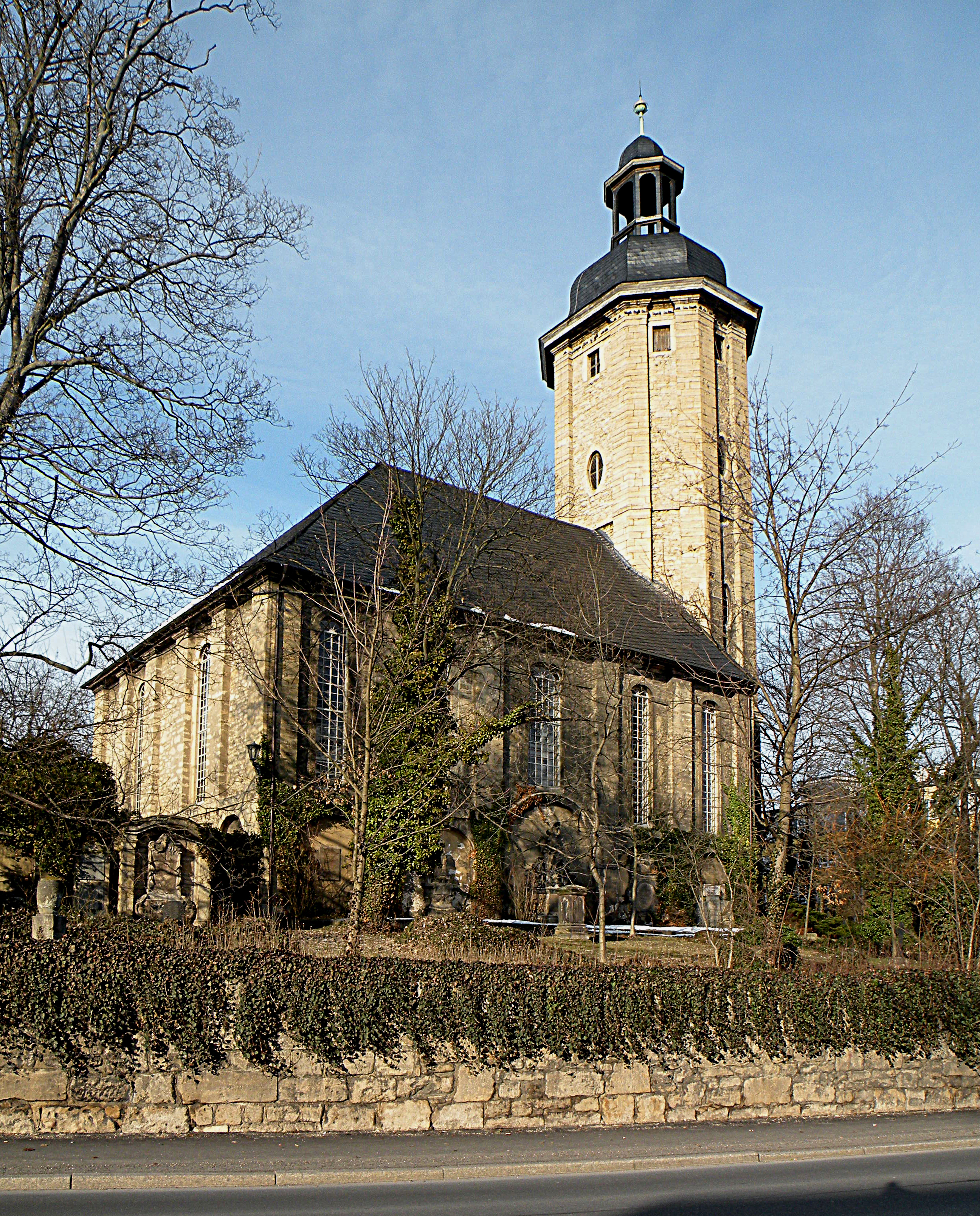
Friedenskirche

 Die evangelisch-lutherische Friedenskirche steht in der Humboldtstraße Ecke Philosophenweg von Jena, einer kreisfreien Großstadt in Thüringen.
Die Pfarrei Friedenskirche gehört zur Region Jena Stadt I: Links der Saale im Kirchenkreis Jena der Evangelischen Kirche in Mitteldeutschland.

## Geschichte
Die Friedenskirche, ursprünglich als Johann-Georgs-Kirche nach Herzog Johann Georg II. von Sachsen-Eisenach benannt, wurde 1686–93 von Johann Heinrich Gengenbach unter Mitarbeit von Johann Leonhard Reinhold auf dem Johannisfriedhof als neue Friedhofskirche erbaut. Bis 1691 hatte Johann Mützel die Bauleitung. Die Kirche wurde am 16. Juli 1693 eingeweiht. 1743 wurde sie der Jenaer Garnisonsgemeinde zugewiesen. Seither wurde sie als Garnisonskirche bezeichnet. 1946 wurde sie in Friedenskirche umbenannt.

## Baubeschreibung
Die große Hallenkirche hat einen fünfseitigen Chor und einen hoch aufragenden, eingezogenen, achteckigen Chorturm mit breiten Pilastern an den Ecken. Er ist bedeckt mit einer geschweiften Haube, auf dem eine Laterne sitzt. Der Kirchenraum gliedert sich in ein Langhaus, das von zwei Seitenschiffen flankiert wird und sich nach Osten durch einen Chorbogen, der Breite des Langhauses folgend, zum Chor hin öffnet. 1893 wurde die Kirche renoviert und der Innenraum teilweise umgestaltet, insbesondere die dreiseitigen Emporen, die auf hölzernen Säulen mit hohen Postamenten und Kapitellen mit Voluten stehen. Die Brüstungen der Emporen sind als vielschichtiges Gebälk ausgeformt. Die Decke über den Emporen ist abgesenkt. Den mittleren Bereich des Kirchenschiffs überspannt ein hölzernes Spiegelgewölbe, gerahmt mit Stuck, z. T. mit Ornamenten aus Akanthus und Lorbeerkränzen. Die Gestaltung der Fassade entsprach dem Repräsentationsbedürfnis der damaligen herzoglichen Residenzstadt Jena. Die Fassade ist in zwei Zonen gegliedert, in der unteren Zone sind Wandnischen mit Korbbögen, in der oberen
breite Pilaster und hohe korbbogige Fenster. Die breite Achse in der Mitte wird durch Portale hervorgehoben, das im Süden ist zugemauert. Am Nordportal befindet sich ein Relief von 1743 mit einer Kartusche mit dem Monogramm von Herzog Ernst August und Trophäen.
Das 1930/31 von Jürgen Wegener geschaffene Spiegelgemälde ist jetzt abgedeckt. Das Polygon des Chors ist gewölbt. Auf Ständern ist eine Balustrade aufgesetzt. Der Kanzelaltar von 1835 wurde in schlichter Form erneuert. Die farbigen Fenster im Chor hat Fritz Körner nach 1945 geschaffen. Der Innenraum und die Kirchenausstattung waren ursprünglich mehrfarbig gefasst und die Säulen marmoriert. Die gegenwärtige weiß-graue Fassung stammt von 1960/61.
In der Kirche befinden sich 13 Epitaphien aus dem späten 17. und frühen 18. Jahrhundert. Im Chor sind die Epitaphien der Familie Tannenberger aus dem frühen 18. Jahrhundert mit Gemälden der Grablegung und Auferstehung Christi. An der Ostseite des Kirchenschiffs steht das Epitaph für Heinrich Wismar sowie für Balthasar Beyer und Gemahlin.
Ein Epitaph für Franz von Witzendorf wird Johann Samuel Nahl zugeschrieben. Acht Porträtgemälde von Jenaer Geistlichen des 17. und 18. Jahrhunderts stammen aus der Michaeliskirche. Ein ganzfigürliches Porträt des Superintendenten Johann Gottlob Marezoll hat Louise Seidler 1828 gemalt.
Die Orgel mit 28 Registern, verteilt auf 2 Manuale und Pedal, wurde 1910 von Wilhelm Sauer gebaut. 1950 wurde vom selben Orgelbauer die Disposition geändert.